# Agora – Die Säulen des Himmels
Agora – Die Säulen des Himmels ist ein Film von Alejandro Amenábar, der am 9. Oktober 2009 in Spanien in die Kinos kam, deutscher Kinostart war der 11. März 2010.

## Handlung
Der Film handelt von Hypatia von Alexandria (griechisch Ὑπατία, * um 355 in Alexandria; † März 415 ebenda), die Philosophin, Astronomin und Mathematikerin war; eine Person, die wirklich gelebt hat, von der jedoch keine einzige konkrete mathematische, naturwissenschaftliche oder philosophische Aussage überliefert ist, die ihr mit Sicherheit zugeschrieben werden kann. Der Film ist jedoch kein reiner Historienfilm.

### Teil 1
Hypatia ist im Jahr 391 nach Chr. Dozentin für Philosophie, Mathematik und Astronomie an der Bibliothek des Serapeum von Alexandria. Unter ihren Schülern befinden sich unter anderem der in sie verliebte Orestes und der Christ Synesios. Hypatia stellt als lehrende Philosophin und ledige Frau im antiken Alexandria eine gesellschaftliche Ausnahmeerscheinung dar, die durch die hohe Stellung ihres Vaters Theon an der Bibliothek von Alexandria möglich ist.
Die Stadt Alexandria ist Teil des Römischen Reiches, und die christliche Religion hat sich bereits weitgehend durchgesetzt. Immer wieder kommt es zu Auseinandersetzungen zwischen Christen, Juden und Angehörigen der verschiedenen heidnischen Kulte. Eine besonders militante christliche Vereinigung stellen die Parabolani dar, die wiederholt Andersgläubige provozieren oder angreifen. So stößt der Mönch Ammonius im Laufe eines Streitgesprächs seinen Kontrahenten in ein Feuer, so dass sich dessen Kleidung entzündet, nachdem er dieses selber zügig und unbeschadet durchschritten hatte. Damit wollte er demonstrieren, dass sein Gott ihn schützt, während die Götter des Heiden dazu nicht in der Lage sind. Ammonius bedroht auch den protestierenden Theon.
Theon ist entsetzt und verärgert über diesen Vorfall und verbietet aus diesem Grund in seinem Haus die Praktizierung des Christentums. Den Sklaven Davus, der vorgibt, ein Christ zu sein, um den Zorn des Hausherrn von einer anderen als Christin erkannten Sklavin abzulenken, peitscht er eigenhändig aus. Hypatia, die sich vergeblich bemüht hatte, ihren Vater davon abzubringen, versorgt Davus’ Wunden. Dabei entdeckt sie ein von ihm selbst angefertigtes Modell des geozentrischen Weltbildes des Ptolemäus. Sie ist beeindruckt von seiner Auffassungsgabe und lässt ihn an ihrem Unterricht teilnehmen.
Während des Unterrichts kritisiert Orestes die Kompliziertheit des ptolemäischen Modells mit seinen Epizyklen und stellt fest, wie unvollkommen die Schöpfung anscheinend sei. Synesios betrachtet diese Bemerkung als Beleidigung Gottes, und es entsteht ein Streit. Hypatia beschwichtigt ihre Schüler, indem sie die Wichtigkeit verbindender Elemente und brüderlichen Zusammenhaltens herausstellt, während gewaltsame Auseinandersetzungen nur etwas für den Pöbel und Sklaven seien.
Als Davus eines Tages in der Stadt unterwegs ist, wird Ammonius auf ihn aufmerksam. Er weckt in Davus Sympathien für die christlichen Aktivisten, indem er ihn zu einer Predigt des Bischofs Theophilus von Alexandria mit anschließender Armenspeisung mitnimmt, und beeindruckt ihn mit der Behauptung, das Gebet zu Jesus habe ihn vor dem Verbrennen bewahrt.
Orestes macht unterdessen Hypatia während einer Theateraufführung eine öffentliche Liebeserklärung, die sie am Morgen darauf abweist. Davus, der ebenfalls in Hypatia verliebt ist, sieht darin eine Erhörung seiner Gebete, dass Hypatia sich keinem anderen Mann zuwenden möge.
In der Stadt kommt es schließlich zu einer Eskalation der religiösen Konflikte. Als Christen auf der Agora die heidnischen Götter verspotten, werden sie von den erbosten Anhängern des alten ägyptisch-griechischen Serapiskultes angegriffen. Hypatia versucht, diesen Gewaltausbruch zu verhindern, aber es kommt zu Kämpfen, bei denen ihr Vater durch einen seiner eigenen christlichen Sklaven angegriffen und schwer verletzt wird. Als durch das Hinzukommen der Parabolani die Christen die Oberhand gewinnen, verschanzen sich die Heiden in der Tempelanlage des Serapeums. Römische Soldaten treffen ein, um die Ordnung wiederherzustellen, können aber nicht verhindern, dass die Christen den Tempel weiterhin belagern.
Während der Belagerung findet Hypatia die Zeit, weiter über das auch ihrer Meinung nach unnötig komplizierte ptolemäische Modell nachzudenken und wird dabei von einem ihrer Kollegen an das heliozentrische Weltbild des Aristarchos erinnert. Obwohl dieses Modell neue Unstimmigkeiten aufwirft und allgemein abgelehnt wird, beginnt sie, sich mit dieser Theorie zu befassen.
Der römische Präfekt ordnet nach Verlesung der Entscheidung des Kaisers Theodosius I. ein sofortiges Ende der Unruhen an, befiehlt jedoch gleichzeitig den Heiden eine Freigabe der Tempelanlage und der zugehörigen Bibliothek. Hypatia und ihre Kollegen nehmen in aller Eile möglichst viele der alten Schriften mit, um sie vor den Ausschreitungen der fanatischen Christen zu retten. In der Hektik fährt sie Davus gereizt an, der sich daraufhin beleidigt von ihr zurückzieht. Dann bricht die Menschenmenge das Tor auf, und alle verbliebenen Heiligtümer, Schriften und wissenschaftlichen Artefakte fallen der Zerstörung zum Opfer. Davus, verbittert und wütend, beteiligt sich an der Vernichtung. Hypatias Vater überlebt seine Verletzungen nicht. Davus begibt sich aufgewühlt nach Hause und bedrängt Hypatia sexuell. Er bricht seine Annäherung jedoch ab, wird von Hypatia daraufhin aus der Sklaverei entlassen und schließt sich endgültig den Parabolani an.

### Teil 2
Einige Jahre später hat die römische Regierung viele Gesetze zu Gunsten der Christen erlassen, die öffentliche Ausübung der heidnischen Kulte wurde mit der Todesstrafe belegt. Viele Heiden lassen sich daraufhin christlich taufen.
Orestes konvertiert ebenfalls und steigt zum Präfekten Alexandrias auf, Synesius wird Bischof von Kyrene. Hypatia widmet sich verstärkt ihren Forschungen und sucht nach Lösungen für die Widersprüche, die das heliozentrische Weltbild aufzuwerfen scheint. Orestes, mit dem sie weiterhin befreundet ist, begleitet sie zu einem ihrer Experimente. Während auf der einen Seite ernsthaft geforscht wird, wird auf der anderen Seite während einer Diskussion von streng gläubigen Christen die Kugelgestalt der Erde bestritten, weil sie im Widerspruch zu religiösen Schriften stehe.
In Alexandria kommt es unterdessen nach einer kurzen Phase der Ruhe zu erneuten Gewaltausbrüchen, die vor allem durch gegen Juden gerichtete Hasspredigten des neuen fanatischen Bischofs Kyrill geschürt werden. Nachdem die Juden während des Sabbat in einem Theater von Parabolani mit Steinen beworfen wurden, üben sie gegen diese einen Vergeltungsschlag und werden daraufhin erneut blutig angegriffen. Es kommt zu einem regelrechten Pogrom und schließlich verlassen die überlebenden Juden die Stadt. Hypatia ist entsetzt und fordert Orestes auf, die Gewalt zu unterbinden. Dieser erklärt sich jedoch als machtlos gegenüber dem rasenden Pöbel und zur Loyalität gegenüber den Christen verpflichtet, da sonst die Stabilität seiner Regierung gefährdet würde. Verbittert hält Hypatia ihm entgegen, dass der christliche Gott auch nicht barmherziger zu sein scheint als seine Vorgänger.
Schließlich kündigt Kyrill an, sich der Situation anzunehmen, und bittet die römischen Würdenträger zu einem Gottesdienst. Es geht ihm jedoch in Wahrheit um eine Prüfung der Loyalität und eine Demonstration seiner Macht. Er greift Hypatia, die als Heidin nicht am Gottesdienst teilnimmt, durch seine Predigt über einen Paulusbrief offen an. Nach dem Zitat der relevanten Passagen (1 Kor 14,33b-35 ), in denen Frauen Stillschweigen und Unterordnung auferlegt wird, diffamiert er Hypatia als Hexe und fordert von allen, ihre Loyalität durch ein Niederknien zu bekräftigen und sich damit von Hypatia zu distanzieren. Orestes weigert sich und wird draußen von Parabolani beschimpft. Ammonius verletzt ihn schließlich durch einen Steinwurf, nachdem Davus erfolglos versucht hatte, ihn davon abzuhalten.
Da man Hypatias Leben als akut gefährdet ansieht, wird ihr nahegelegt, das Haus nicht zu verlassen. Ammonius wird für seinen Angriff auf den Präfekten mit dem Tod bestraft, von Kyrill jedoch zum Märtyrer erklärt. Seine aufgehetzten Anhänger fordern daraufhin Vergeltung. Orestes bittet seinen ehemaligen Mitschüler Synesios, sich zusammen mit ihm gegen Kyrill zu stellen. Dieser verlangt von ihm jedoch ein bedingungsloses Bekenntnis zum christlichen Glauben und damit implizit auch eine Distanzierung von Hypatia, und Orestes gibt zermürbt nach.
Hypatia beschäftigt sich zu Hause weiterhin mit dem heliozentrischen Weltbild des Aristarchos und versucht, den verbleibenden Abweichungen zu Beobachtungen der Gestirne auf den Grund zu gehen. Schließlich kommt sie auf die Idee, den Planetenbahnen eine elliptische Form zuzuschreiben, anstatt wie bisher die Form eines Kreises anzunehmen.
Orestes will nun alle verbleibenden nicht-christlichen Würdenträger zur Taufe drängen und hat zu diesem Zweck auch Hypatia zu sich bestellt. Diese weigert sich jedoch und erklärt, dass sie als Philosophin stets aufgeklärtes, kritisches Denken bevorzugt und deshalb bedingungslosen Glauben ablehnt. Sie macht sich ohne Schutzeskorte wieder auf den Weg nach Hause und wird von Parabolani aufgegriffen.
Davus, der über den geplanten Überfall auf Hypatia informiert war, ist ihr nachgelaufen, um sie zu warnen, kommt aber zu spät. Hypatia wird unter Beschimpfungen in die mittlerweile als Kirche genutzte ehemalige Bibliothek gebracht und dort gewaltsam entkleidet, um vor dem Altar ermordet zu werden. Davus sieht nur noch die Möglichkeit, ihr einen weniger grausamen Tod zu ermöglichen. Unter dem Vorwand, das Blut einer unreinen Frau würde sie beschmutzen, hält er die Menge davon ab, ihr bei lebendigem Leib die Haut abzuziehen. Während die Parabolani draußen Steine sammeln, holt er von Hypatia das Einverständnis ein, sie zu ersticken, so dass die Fanatiker anschließend nur noch ihren leblosen Körper steinigen können.

## Auszeichnungen
Im Jahr 2010 bekam der Film Nominierungen für den Cinema Writers Circle Award in den Kategorien Beste Kamera (Xavi Giménez), Beste Regie (Alejandro Amenábar), Bester Schnitt (Nacho Ruiz Capillas), Beste Musik (Dario Marianelli) sowie Bester Film.
Die Deutsche Film- und Medienbewertung (FBW) verlieh dem Film im Jahr 2010 das Prädikat „wertvoll.“
Ebenfalls 2010 gab es folgende Preise beim Goya:
- Auszeichnungen in den Rubriken Beste Kamera (Xavi Giménez), Beste Kostüme (Gabriella Pescucci), Bestes Make-Up (Jan Sewell, Suzanne Stokes-Munton), Bestes Produktionsdesign (Guy Dyas), Beste Produktionsleitung (José Luis Escolar), Bestes Originaldrehbuch (Alejandro Amenábar, Mateo Gil), Beste Spezialeffekte (Chris Reynolds, Félix Bergés)
- Nominierungen in den Rubriken Beste Hauptdarstellerin (Rachel Weisz), Beste Regie (Alejandro Amenábar), Bester Schnitt (Nacho Ruiz Capillas), Beste Filmmusik (Dario Marianelli), Bester Ton (Peter Glossop, Glenn Freemantle) sowie Bester Film.

## Kritiken
- Lexikon des internationalen Films: Der an der Grenze von Antike und Mittelalter angesiedelte, opulent ausgestattete Monumentalfilm erlaubt sich in seiner Darstellung des Konflikts zwischen antiker Geisteswelt und dem zur Staatsreligion des römischen Reichs avancierten Christentum einige Freiheiten. Als leidenschaftliches Plädoyer für Vernunft und Humanismus gegen Fanatismus, Intoleranz und Machtstreben weiß er gleichwohl ebenso zu überzeugen wie als mitreißendes Epos um eine charismatische, vorzüglich gespielte Frauengestalt.[4]

- In einem SPIEGEL-Interview erklärt die polnische Historikerin und Hypatia-Forscherin Maria Dzielska, dass, von den historischen Quellen aus betrachtet, der Film Agora wenig mit der authentischen, historischen Hypatia zu tun hat. Sie ist der Auffassung, dass der Film den Konflikt, der zur Ermordung der Hypatia geführt hat, fälschlicherweise als eine Auseinandersetzung zwischen Wissenschaft und Religion darstellt.[5]

- Der US-amerikanische Schriftsteller und Althistoriker Richard Carrier äußert sich begeistert über den Film in seinem Agora Review Blog[6]: It was a superb film. And that’s by every technical measure--acting, production, story, direction, editing, sets & costumes. … It should be used as an example of how to direct and edit a film for emotional effect, and how to accurately depict history while still elaborating the facts with plausible and moving fictions. (Es war ein großartiger Film. Und das von der technischen Umsetzung, der Produktion, der Geschichte, der Regie, dem Schnitt, den Sets und den Kostümen. … Er sollte als Beispiel dafür dienen, wie man einen Film macht, um einerseits eine emotionale Wirkung zu erreichen und gleichzeitig die Geschichte genau darzustellen, wobei die Ausgestaltung der Fakten durch erdachte Handlungen diese plausibel verbindet.) Weiter im Gegensatz zur hier noch genannten polnischen Autorin im Spiegel-Online-Artikel erklärt Carrier: Finally, the film is not about Christianity against science. To the contrary, all the religions in the film are completely indifferent to science (an accurate depiction). (Der Film thematisiert nicht Christen gegen Wissenschaft. Im Gegenteil, die Religion interessiert sich nicht für die Wissenschaft – eine korrekte Darstellung). Vielmehr sieht er darin:..an obvious (and intended) analogy to the Middle East crisis..(..eine beabsichtigte Analogie zur Krise im Nahen Osten).